# GAZon Next
GAZon Next este un camion produs de GAZ din 2014 până în prezent (2021). În prezent, aproximativ 15.000 de unități ale camionului au fost vândute în întreaga lume. Vehiculul este produs împreună cu camionul original GAZon. Primele prototipuri de vehicule au fost fabricate în 2011. Aceste prototipuri se bazau pe șasiul GAZon, dar vehiculul a primit în cele din urmă un șasiu nou, dar motorul este de la GAZon.

## Istoric
În 2006, Ford a dorit să modernizeze designul camioanelor GAZon și, eventual, să creeze un înlocuitor mai modern. Primele prototipuri au fost realizate în 2011 pe baza șasiului GAZon. Noul camion numit GAZon Next a fost lansat în 2014, iar în 2015 au fost vândute aproximativ 500 de unități. Până în 2019 au fost vândute încă 8.000 de unități, dar Ford a menționat că vehiculul nu se vinde bine și ar putea duce la falimentul companiei. Ford a spus că, în cazul în care GAZ a dat faliment, își vor redenumi camioanele în Ford GAZon și Ford GAZon Next și le vor produce în America de Nord.
Cu toate acestea, în acel an au fost vândute 15.000 de unități din GAZon original, ceea ce a sporit profitabilitatea companiei. În 2019, Madara a întrerupt GAZ-53 în Bulgaria, deoarece Ford a amenințat că va da în judecată compania dacă își vor continua producția. Câteva luni mai târziu, GAZelle Next a vândut în jur de 89.000 de unități, ceea ce a făcut din nou GAZ o companie profitabilă în versiunile comerciale ușoare. De asemenea, Ford a început să exporte camionul în Chile și Mexic, unde a vândut în prezent 1.000 de unități.